# 太田あき
太田 あき（おおた あき、1964年10月5日 - ）は日本のタレント、元衆議院議員秘書。東京都出身。旧名は塩野谷晶。

## 人物
立教大学仏文科卒業。1988年、相澤英之衆議院議員秘書を務める。1990年、相澤の甥坂井隆憲衆議院議員の秘書に移る。
1995年参院選で比例区で自民党（名簿26位）から立候補し落選。1996年衆院選に比例北陸信越ブロックから自民党（名簿24位）で立候補をして落選。
1999年、坂井隆憲衆議院議員の政策秘書となり、資金管理団体の会計責任者の職務代行者を務める。
小選挙区公認候補内定後の2003年3月に、坂井と共に政治資金規正法違反で逮捕された。
2004年12月24日、東京地裁（高麗邦彦裁判長）で懲役1年8ヶ月の実刑判決を言い渡された。2005年8月2日、東京高裁（安廣文夫裁判長）で懲役1年8月、執行猶予4年の判決を受け、確定。
現在はタレント活動を行っている。

## 著書
- 「六十七番と呼ばれて―女性議員秘書の拘置所日記」（幻冬舎）
- 「実録　政治ＶＳ特捜検察―ある女性秘書の告白」（文春新書）